# Les Chants de Taizé
Les Chants de Taizé är ett album från 2005 av Kommuniteten i Taizé. Albumet spelades in hos kommuniteten i Taizé samma år och innehåller sånger på olika språk. Med skivan medföljde även en mindre bok på 64 sidor som beskriver hur Taizésångerna har växt fram inom kommuniteten och de internationella mötena. I boken ingår även meditationer och böner av broder Roger.

## Låtlista
1. Jubilate, alleluia
2. Bless the Lord
3. Jésus le Christ
4. Alleluia (Zagorsk)
5. Nada te turbe
6. Veni Sancte Spiritus
7. Venite exultemus
8. Beati voi poveri
9. Wysławiajcie Pana
10. Mon âme se repose
11. Alleluia 20
12. Kyrie 1
13. Jubilate cœli
14. Bogoroditse Dievo
15. Singt dem Herrn
16. In the Lord (El Senyor)
17. In manus tuas Pater
18. Ubi Caritas Deus ibi est
19. Bénissez le Seigneur